# Scopula leucopis
Scopula leucopis là một loài bướm đêm trong họ Geometridae.